# 나카타니 신노스케
나카타니 신노스케(일본어: 中谷 進之介, 1996년 3월 24일 ~ )는 일본의 축구 선수이다.

## 구단 경력
그는 2014년부터 J리그의 가시와 레이솔, 나고야 그램퍼스에서 뛰었다.

## 국가대표팀 경력
그는 2021년 FIFA 월드컵 예선에 참가할 일본 국가대표팀에 발탁되었으며, 3월 30일 몽골와의 경기에서 데뷔했다. 2022년 EAFF E-1 풋볼 챔피언십에도 출전, 우승에 기여했다. 그는 2022년까지 국제 A매치 통산 5경기에 출전했다.

## 통계
| 일본 | 일본 | 일본 |
| 연도 | 출전 | 득점 |
| ---- | ---- | ---- |
| 2021 | 3    | 0    |
| 2022 | 2    | 0    |
| 통산 | 5    | 0    |